# روفا گوتیرز
شارماین روفا راما گوتیرز (متولد 24 ژوئن 1974) بازیگر فیلیپینی، مدل، مجری تلویزیون و دارنده عنوان مسابقه زیبایی است.
گوتیرز بازیگری را در نوجوانی در دهه ۱۹۸۰ و زیر نظر BMG Films آغاز کرد. او در اوایل دهه ۱۹۹۰ قبل از تبدیل شدن به یک ملکه زیبایی در سال ۱۹۹۳، بخشی از برنامه واریتهٔ سرگرمی مورنو آلمانی شد.
او در سال ۱۹۹۲ ظاهر سال - فیلیپین، خانم فیلیپین جهان ۱۹۹۳ و دومین نایب قهرمان خانم جهان ۱۹۹۳ بود.
او تنها دختر بازیگر ادی گوتیرز و مدیر استعداد آنابل راما است. او دو برادر ناتنی به نام های تونتون گوتیرز و رامون کریستوفر از روابط قبلی پدرش دارد.
او در سال ۲۰۰۳ با یلماز بکتاش، تاجر ترک ازدواج کرد. آنها دو دختر دارند. آنها از طریق بیانیه ای مشترک در ۸ مه ۲۰۰۷ جدایی خود را اعلام کردند
در سال ۲۰۲۲، گوتیرز با مدرک لیسانس در هنرهای ارتباطی در دانشگاه زنان فیلیپین فارغ‌التحصیل شد.

## فیلم‌شناسی

### تلویزیون
| سال           | عنوان                      | نقش                                | شبکه                             |
| ------------- | -------------------------- | ---------------------------------- | -------------------------------- |
| ۱۹۸۸–۱۹۹۶     | این تفریحه                 | خودش / میزبان                      | شبکه GMA                         |
| ۱۹۹۵–۱۹۹۸     | بوگا بخورید                | میزبان                             | شبکه GMA                         |
| ۲۰۰۲          | در حال حاضر کپی کردن ک     | وینس پارایسو                       | شبکه GMA                         |
| ۲۰۰۶          | بهای مو با ' تو            | دکتر فانیکرا گرب                   | شبکه GMA                         |
| ۲۰۰۷          | کوکی                       | ترینینگ کالوبان                    | ABS-CBN                          |
| ۲۰۰۷          | بعدی مدل برتر فیلیپین      | میزبان / قاضی                      | RPN                              |
| ۲۰۰۷–۲۰۱۰     | "باز"                      | خودش / میزبان                      | ABS-CBN                          |
| ۲۰۰۸          | من بتی لا فیا رو دوست دارم | دانیللا والنسیا                    | ABS-CBN                          |
| ۲۰۰۹          | روفا و آی                  | خودش / میزبان                      | ABS-CBN                          |
| ۲۰۱۰          | پاپارازی                   | خودش / میزبان                      | تلویزیون ۵                       |
| ۲۰۱۱          | مغا ناگباگانگ بولاکاک      | آرکیدیا اورتیگا                    | تلویزیون ۵                       |
| ۲۰۱۱          | شوکر رئال: کفش قرمز        | کارینا                             | تلویزیون ۵                       |
| ۲۰۱۱          | گلاموروسا                  | نومی مالاندرینو                    | تلویزیون ۵                       |
| ۲۰۱۲          | باغ ساحر                   | دیوانی والریانا                    | تلویزیون ۵                       |
| ۲۰۱۳          | تادا ماکس                  | سوزی                               | ABS-CBN                          |
| ۲۰۱۴          | خونهٔ عزیزم خونه            | کریستینا                           | ABS-CBN                          |
| ۲۰۱۴          | گوتز را به گوتیرز می‌کند    | خودش                               | ای! جنوب شرقی آسیا کانال فیلیپین |
| ۲۰۱۵          | خانم بدون سر               | دیانا                              | تلویزیون ۵                       |
| ۲۰۱۵          | وانسپاناتیم: موشک ریپاپ    | کنی                                | ABS-CBN                          |
| ۲۰۱۶          | چرا منابیس اینگ اولاپ؟     | آلیسا                              | تلویزیون ۵                       |
| ۲۰۱۸          | امروز در "کایلانمن"        | لورتا                              | ABS-CBN                          |
| ۲۰۲۰          | زن خود را دوست داشته باش   | آماندا دل موندو                    | ABS-CBN                          |
| ۲۰۲۰          | در عشق بمانید              | گیجی                               | تلویزیون ۵                       |
| سال ۲۰۲۱-حاضر | وقت نشون دادن              | خودش / شاهانه چوسگادو / گروه مسئول | کانال کپامیلی                    |
| ۲۰۲۲          | صدای تو رو می‌بینم          | خودش / مهمان گیتگایتور             | کانال کپامیلی                    |
| سال ۲۰۲۲-حاضر | M.O.M.S - مأمور در مأموریت | خودش                               | ALLTV                            |
| ۲۰۲۳          | عاشق من رو نمی تونم بخرم   | آتی جینا دیوید تان                 | کانال کپامیلی                    |

### سینما
| سال  | عنوان                                 | نقش                 | تولیدکننده                                |
| ---- | ------------------------------------- | ------------------- | ----------------------------------------- |
| ۱۹۸۷ | تاکبو! بیلیز! تاکبو                   |                     | فیلم‌های شیر طلایی                         |
| ۱۹۸۸ | "شمن" خانوم جهان                      |                     | فیلم‌های ویوا                              |
| ۱۹۸۸ | من تو رو سه بار در روز دوست دارم      |                     | فیلم‌های ویوا                              |
| ۱۹۹۰ | دو دقیقه اخیر                         | روفا                | فیلم‌های ریگال                             |
| ۱۹۹۰ | تورا تورا، بانگ بانگ                  |                     |                                           |
| ۱۹۹۱ | نوجوان هم                             | روفا                | فیلم‌های ریگال                             |
| ۱۹۹۳ | دونکن دوناتو                          | سوزان               | ستاره‌های فیلم تولید                       |
| ۱۹۹۳ | داستان ماریکریس سیوسون (جاپیکی)       | مریکریس             | فیلم‌های ریگال                             |
| ۱۹۹۳ | هولین: پروبینسیانونگ ماندوروکوت       | ننگینگ              | فیلم‌های ریگال                             |
| ۱۹۹۴ | لابراتوار کتا بلب کابا؟               | گما                 | فیلم‌های ستاره‌های فیلم                     |
| ۱۹۹۴ | شاک، ریتل و رول V                     | لوری                | فیلم‌های ریگال                             |
| ۱۹۹۶ | آنگ پینا ماگامگانگ هاپ س بالات ن لوپا | ایزابل              | فیلم‌های ویوا                              |
| ۲۰۰۷ | مستاصل                                | ایزابل              | بازی‌های ریگال                             |
| ۲۰۰۸ | مامان هیولای من                       | آبی گیل فاجاردو     | فیلم‌های GMA ریگال تفریح                   |
| ۲۰۰۸ | مستاصل ۲                              | ایزابل              | بازی‌های ریگال                             |
| ۲۰۰۹ | شاک، ریتل و رول ۱۱                    | کیلا                | بازی‌های ریگال                             |
| ۲۰۱۰ | دختران کارگر                          | مارلو کوبارروبیا    | فیلم‌های GMA، فیلم‌های VIVA، فیلم‌های Unitel |
| ۲۰۱۲ | مامان برگشته                          | کاترین لورل-مارتیرز | بازی‌های ریگال                             |
| ۲۰۱۲ | مشکلات سوزی                           | لوکا                | فیلم‌های GMA                               |
| ۲۰۱۳ | دختر، پسر، باکل، تومبای               | ماری                | سینما ستارگان، فیلم‌های ویوا               |
| ۲۰۱۴ | شاید این بار                          | مونیکا تی والنسیا   | سینما ستارگان، فیلم‌های ویوا               |
| ۲۰۱۹ | مرکز خرید و فروش، مرکز شادی           | آنابل/ خودش         | سینما ستارگان، فیلم‌های ویوا               |
| ۲۰۲۲ | خدمتکار در مالکانانگ                  | املدا مارکس         | فیلم‌های ویوا                              |
| ۲۰۲۳ | شهید یا قاتل                          | املدا مارکس         | فیلم‌های ویوا                              |

### سریال آنلاین
| سال  | عنوان            | نقش                |
| ---- | ---------------- | ------------------ |
| ۲۰۲۰ | بازداشت خانگی ما | زنایدا "زناً کاپیلی |